# یاسنوویک
یاسنوویک (به صربی: Jasenovik) یک منطقهٔ مسکونی در صربستان است که در Pantelej واقع شده‌است.